# Springport (New York)
Pour les articles homonymes, voir Springport.
Springport est une ville située dans le comté de Cayuga, dans l' État de New York, aux États-Unis,. En 2010, elle comptait une population de 2 367 habitants, estimée au 1er juillet 2016 à 2 295 habitants. La ville est fondée en 1823.

## Démographie
Lors du recensement de 2010, la ville comptait une population de 2 367 habitants. Elle est estimée, en 2016, à 2 295 habitants.